# Crucea din Pasul Tihuța
Crucea din Pasul Tihuța este un monument ridicat de Consiliul Județean din Bistrița-Năsăud la propunerea din anul 2006 a mitropolitului Clujului, Albei-Iulia, Crișanei și Maramureșului, Bartolomeu Anania. Prin adresa către forul administrativ județean, mitropolitul Anania a motivat demersul astfel:
„... Ridicarea ei reprezintă o prioritate nu numai pentru zonă și pentru județ, ci chiar pentru cele două regiuni, Transilvania și Moldova, multă vreme despărțite din voia oamenilor și de vitregiile istoriei, aflate însă astăzi în fireasca unitate conferită de identitatea de Neam, de Credință și de Limbă... Credința creștină se regăsește plenar în simbolul crucii, căci prin ea Dumnezeu a unit pământul cu cerul și pe oameni cu Sine, desființând puterea morții. Perioada istorică pe care o trăim este caracterizată de secularizare, negativism, sincretism, criză morală, de relativizare a identităților și simbolurilor. Crucea - monument de pe cel mai înalt pisc al Pasului Tihuța - are menirea de a deveni mărturie pentru noi, dar mai ales pentru urmașii noștri, că această țară este creștină, că pământul ei este udat de sângele martirilor de azi și de ieri ai credinței, că biruința este a vieții și nu a morții.”
Propunerea făcută de Anania a fost aprobată și lucrările de execuție au demarat în anul 2009 sub supravegherea Consiliului Județean, instituție care a finanțat o mare parte din proiect. Mitropolitul Anania a dorit amplasarea monumentul în Pasul Tihuța, aflat la granița dintre județele Suceava și Bistrița-Năsăud, în sud-estul Munților Bârgăului. Prin Pasul Tihuța trece drumul european E 58.
Crucea a fost ridicată la o altitudine de 1227 metri în incinta Mănăstirii de maici cu hramul „Nașterea Maicii Domnului” din Piatra-Fântânele. Sfințirea crucii s-a făcut în ziua de 25 iulie 2010 de un sobor de preoți condus de Bartolomeu Anania.
Monumentul are o înălțime de 31 metri și o greutate de 16 tone. Structura metalică măsoară 25 metri, ea fiind realizată din cinci tronsoane sudate.
În anul 2018, Crucea din Pasul Tihuța ocupă locul al treilea în funcție de dimensiunea la care a fost realizată.